# ピンギン (仮装巡洋艦)
| 1941年のインド洋での「ピンギン」 | |
| 艦歴                             | |
| 発注                             | |
| 起工                             | |
| 進水                             | |
| 就役                             | 1940年2月6日 |
| 退役                             | |
| その後                           | 1941年5月8日撃沈 |
| 除籍                             | |
| 性能諸元                         | |
| トン数                           | 7,766トン |
| 長さ                             | 485.6 ft |
| 幅                               | 61.3 ft |
| 吃水                             | 31.1 ft |
| 機関                             | |
| 最大 出力                        | |
| 航続 距離                        | - 海里（重油：-トン） |
| 速力                             | 17.0ノット |
| 乗員                             | 345名 |
| 兵装                             | 5.9インチ砲×6（前部1、後部1、左右各2） 戦艦「シュレジェン」から取り外されたもの 7.5cm（-口径）単装砲1基 SK C/30 3.7cm（83口径）連装機関砲1基 C/30 2cm（65口径）単装機関銃4基 21インチ連装魚雷発射管×2（連装2基） 機雷300個 |
| 装甲                             | なし |
| 航空 兵装                        | He 114B2機 後にAr 196A-1が1機 またはどちらもHe 59 |
| 出典                             | [ 4 ] |

ピンギン (Pinguin) は第二次世界大戦時のドイツの仮装巡洋艦。33番艦 (Schiff 33)。イギリス側呼称「レイダーF」。
328日間の航海で、自艦および拿捕した船で敷設した機雷によるものを含め、32隻、合計158256（または154710トン）トンの船を沈めるか拿捕した。最後はイギリス巡洋艦「コーンウォール」との交戦中に機雷搭載場所に被弾して爆沈した。

## 艦歴
前身は1936年建造のHansa Lineの船「Kandelfels」で、1940年2月6日に「ピンギン」として就役した。

### 出航
1940年6月15日、「ピンギン」はゴーテンハーフェンより出航した。艦長はエルンスト＝フェリックス・クリューダー (Ernst-Felix Krüder) 大佐であった。「ピンギン」の行動は、まずインド洋へ向かい、次いで南極海で捕鯨船団を目標とする、となっていた。
デンマーク海峡を通過して大西洋へ出た「ピンギン」は7月17日、または18日に潜水艦「UA」と会合し、1週間かけて潜水艦への魚雷や燃料などの補給を行った。「ピンギン」は最初はソ連船「Petschura」、次いでギリシャ船「Kasson」に偽装した。
7月31日、アセンション島付近で穀物を積んだイギリス船「Domingo de Larrinaga」（5538トン）を発見。「トール」は逃げる「Domingo de Larrinaga」を追跡して砲撃し、被弾し火災が発生した「Domingo de Larrinaga」では退船命令が出された。「Domingo de Larrinaga」では4名の死者が出た。「Domingo de Larrinaga」は爆薬では沈まなかったため、魚雷1発で沈められた。

### マダガスカル沖での活動
8月26日、マダガスカル沖で、イギリス機に偽装した「トール」搭載機はノルウェーのタンカー「Filefjell」（6901または7616トン）を発見しイギリス士官によるものと称する文書を投下した。それは「トール」のいる方向へと向かうよう指示するものであったが、下手な英文であったため偽物と見破られた。「Filefjell」が現れないため、クリューダーは再度飛行機を派遣。同機は「Filefjell」を再発見すると、アンテナを破壊してから船橋を銃撃し、「Filefjell」を停船させた。その後「トール」が現れ、「Filefjell」は拿捕された。翌日未明、タンカー「British Commander」（5008トン）が出現。同船は「トール」の停船命令に応じたが、通信士は無線を発信し続けた。「British Commander」が沈められた直後、今度はノルウェー船「Morviken」（7616トン）が現れた。「Morviken」は警告射撃を受けると停船し、沈められた。さらに、「Filefjell」から貨物船を発見したとの報告が入ったが、「British Commander」の発した信号が陸上局で受信されていたことから、クリューダーはその船は放置し、また「Filefjell」は沈めることにした。実際、イギリス側は巡洋艦「ネプチューン」、「コロンボ」、仮装巡洋艦「Arawa」、「カニンブラ」を動員しており、「カニンブラ」は現場で油膜などを見つけている。これらの出来事の後、「ピンギン」が偽装していたようなギリシャ船はこの海域にはいない、とのあるノルウェー人の発言を受けて「ピンギン」の偽装はWilhelmsen Lineの「Trafalgar」へと変えられた。
9月5日、「ピンギン」の搭載機が失われた。飛行機はもう1機あったものの、組み立てが必要ですぐに使えるものではなかった。
9月12日、麻や生ゴムを積んだイギリス船「Benavon」（5872トン）を沈めた。「トール」の停船命令と警告射撃に対して「Benavon」は撃ち返し、1発が「ピンギン」に命中。船体を貫通して機雷保管場所近くに至ったものの、幸いにも不発だった。その後、「トール」の砲撃で「Benavon」では船長以下21（24）名が死亡した。この3日後、クリューダーはオーストラリア方面へ向かうことを決めた。

### オーストラリア沿岸への機雷敷設
9月16日、小麦を積んだノルウェー船「Nordvard」を拿捕。「Nordvard」は捕虜179名と共にフランスへ送られ、11月22日に到着している。10月8日、ノルウェーのタンカー「Storstad」（8998トン）を拿捕。この船は停船命令と警告射撃により停船した。オーストラリア沿岸への機雷敷設計画実施には2隻の船が必要であったため、「Storstad」は機雷敷設艦へと改装され、また貿易風を意味する「Passat」と改名された。ドイツ艦は貨物船を改装したものが通例であったため疑われにくいなどの利点がタンカーにはあった。機雷敷設予定は「ピンギン」は10月28-29日夜にシドニー、ニューカッスルに40個、10月31日-11月1日夜にホバートに40個と、可能であれば11月6-7日夜にスペンサー湾に40個。「Passat」は10月29-30日夜にBanks海峡に30個、10月30-31日夜にバス海峡東側に40個、10月31日-11月1日夜にバス海峡西側に40個であった。敷設はすべて支障なく実施された。「ピンギン」がスペンサー湾入り口に機雷を敷設していた11月7日夜にバス海峡東側でイギリス船「Cambridge」（10846tン）が、翌日バス海峡西側でアメリカ船「City of Rayville」（5883トン）が触雷し沈没した。他に、機雷で貨物船「Nimbin」（1052トン）とトロール船「Millimumul」（287トン）が沈み、「Hertford」（10923トン）が修理にほぼ1年を要する被害を受けている。「Cambridge」沈没を受けて巡洋艦「キャンベラ」、「パース」、「アデレード」に機雷を敷設した艦の捜索が命じられている。
インド洋へ戻った「ピンギン」は11月17日に亜鉛、小麦、羊毛を積んだイギリス船「Nowshera」（7920トン）を発見。深夜、停船を命じられると「Nowshera」は従った。この船は沈められた。11月20日、冷凍肉、バター、卵を積んだイギリス冷蔵船「Maimoa」（10123トン）を発見。この時「ピンギン」は速度が出せない状態であったため、クリューダーは搭載機をその船に向かわせた。その機は「Nowshera」のアンテナを破壊すると停船を命じる文書を投下し、さらに近くに爆弾も投下した。しかし「Nowshera」は命令に従わず、飛行機を攻撃し、また予備のアンテナを設置して攻撃を受けていることや位置など発信した。「ピンギン」に追いつかれ砲撃を受けると「Maimoa」の船長は観念した。その後、「Maimoa」は沈められた。「Maimoa」の発信はパースで受信され、「キャンベラ」がフリーマントルから現場へと向かった。11月21日、冷凍肉、バター、チーズを積んだイギリス冷蔵船「Port Brisbane」（8739トン）を追跡。夜、「ピンギン」から停船を命じられると「Port Brisbane」の船長は攻撃を受けていると発信するよう命じた。同船長は抵抗するつもりはなかったが、その発信により「ピンギン」の攻撃を招き、「Port Brisbane」は船橋や無線室が破壊された。2隻のボートから「Port Brisbane」乗員を収容すると「ピンギン」は「Port Brisbane」を魚雷で沈めた。もう1隻のボートはどこかへ消え去った。そのボートに乗っていた者は「ピンギン」を捜索していた「キャンベラ」によって11月22日に救助された。「キャンベラは」南西に逃げていた「ピンギン」を発見できず、11月24日に捜索を打ち切っている。
11月24日、捕鯨船団に対する作戦とそれに続くインド沿岸への機雷敷設の命令が届いた。11月30日、「Storstad」（名前は元に戻された）からの船発見の報告を受け、「ピンギン」はそちらへ向かった。その船は冷凍肉、バター、チーズなどを積んだ冷蔵船「Port Wellington」（8083トン）であった。日没後、点灯しないのを確認すると、「ピンギン」は発砲し、無線室の破壊を狙った。砲撃を受けた「Port Wellington」では通信士が死亡。船長も重傷を負い、一等航海士が退船命令を出した。船長はその後「ピンギン」艦上で死亡した。「Port Wellington」は沈められた。クリューダーは大人数となった捕虜を「Storstad」でヨーロッパへ送ることに決め、そのことと同船の積み荷のディーゼル油がすべて残っていることを海軍軍令部へ連絡。それを知った仮装巡洋艦「アトランティス」が同船からの給油を求めたため、12月8日に「アトランティス」と会合した。その後、捕虜を乗せた「Storstad」と別れた。同船は1941年2月4日にフランスに着いている。

### 捕鯨船団拿捕
「トール」はマダガスカルの南で南下し、捕鯨船団内の通信が傍受されると西進しそちらへと向かった。捕鯨船団は暗号化もせず通信を交わしており、それによって「トール」側は捕鯨母船「Ole Wegger」（12201トン）、「Pelagos」（12083トン）の存在と、タンカー「Solglimt」（12246トン）が近く到着することを知った。1941年1月13日、「Solglimt」が「Ole Wegger」のもとに到着。翌日、「ピンギン」はそこを襲い、「Solglimt」と「Ole Wegger」および捕鯨船「PoL VIII」、「Pol IX」、「Pol X」、「Thorlyn」を拿捕。1月15日には「Pelagos」と「Star XIV」、「Star XIX」、「Star XX」、「Star XXI」、「Star XXII」、「Star XXIII」、「Star XXIV」を拿捕した。「Pelagos」と「Solglimt」は1月25日に分離され、3月11日と3月16日にフランスに着いている。2月15日、補給船「Nordmark」および「Duquesa」と合流。2月18日には補充用の魚雷や機雷、飛行機を積んだ補給船「Alstertor」が到着した。また、フランスへ向かう「Ole Wegger」と10隻の捕鯨船と別れた。捕鯨船は2隻がイギリスのスループ「Scarborough」に捕捉され、自沈している。残りの1隻の捕鯨船は「Adjutant」と改名され、「ピンギン」に同行することになった。「ピンギン」の偽装の変更も行われ、ノルウェー船「Tamerlane」となった。2月25日、仮装巡洋艦「コルモラン」と会合した。
「コルモラン」と別れると「ピンギン」はインド洋に戻り、3月12日にケルゲレン諸島の東で仮装巡洋艦「コメート」および補給船「Alstertor」と会合した。その後11日間「ピンギン」はケルゲレン諸島にとどまり、その間には「Adjutant」の機雷敷設任務用への改装もなされた。その後「ピンギン」はタンカー「Ole Jacob」から補給を受け、それから北上した。
4月24日朝、マヘ島の北で「Adjutant」が船を発見。その時「ピンギン」では機関に問題が発生していたため、その船、イギリス船「Empire Light」（6828トン）のもとにたどり着くのは翌朝となった。「ピンギン」は「Empire Light」に対して発砲し、「Empire Light」はマストが折られ、操舵装置が損傷した。クリューダーは機雷敷設艦とする船を求めていたが、操舵装置破損のため「Empire Light」は沈められることとなった。クリューダーが機雷敷設用としてより好んだのはタンカーで、「Ole Jacob」の使用許可を求めたものの却下された。4月28日、飛行機が2隻の船を発見。「ピンギン」が近い方へ向かっている途中により近くで別の船発見の報告が入り、そちらに目標を変更。翌日、その船、軍需品を積んだイギリス船「Clan Buchanan」（7266トン）に発砲し停船させた。「Adjutant」は投げ捨てられた巡洋艦「ホーキンス」の戦時日誌などを回収した。この船も「Empire Light」と同様の理由で沈められた。クリューダーはタンカーを求めてペルシャ湾口の方へ向かうことを決断し、5月7日にタンカー「British Emperor」（3663トン）が発見されたが。この船は停船せず無線を発し続けたため撃沈されることとなった。

### 沈没
「Clan Buchanan」はアンテナを破壊されるも予備の送信機を用いて信号を発していたが、クリューダーはそれは弱すぎて受信したところはないと判断した。しかし、実際には2か所で受信されており、コロンボから巡洋艦「リアンダー」、モンバサから空母「イーグル」、巡洋艦「コーンウォール」、「ホーキンス」からなるV部隊が出撃した。「British Emperor」の無電を受信すると南に約500浬の場所にいた「コーンウォール」は現場へと急行した。一方、クリューダーは「British Emperor」を沈めた後の逃走先として、南を選択した。
5月8日3時30分、「ピンギン」の見張りは「コーンウォール」のものである影を捉えた。7時7分、「コーンウォール」の搭載機が「Tamerlane」に偽装する「ピンギン」を発見した。「コーンウォール」艦長マンウォーニングは偵察機に無線封止を命じており、また決断も欠き、時間が浪費された。また偵察機が発見したノルウェー船「Tamerlane」についての確認をとることもしなかった。16時7分に「コーンウォール」は「ピンギン」を直接捉え、誰何した。それに対いて「ピンギン」は不明艦に誰何されている等と発信した。2度警告射撃を受けると、ついに「ピンギン」は偽装を解除し、発砲した。
主砲に不具合が発生していた「コーンウォール」はすぐに反撃ができず、被弾により操舵装置が損傷した。「ピンギン」は魚雷2本を発射したが、これは外れた。17時26分、「ピンギン」は被弾した。艦首、艦橋、機関室に加えて、機雷の格納場所に被弾し、「ピンギン」は爆沈した。この戦闘で「ピンギン」の与えた命中弾は2発であった。
乗員402名中艦長以下342名と、捕虜225名中203名が死亡した。